# Ред и закон: Одељење за специјалнe жртве (23. сезона)
Двадесеттрећа сезона серије Ред и закон: Одељење за специјалне жртве је премијерно емитована на каналу НБЦ од 23. септембра 2021. године до 19. маја 2022. године. Сезону продуцирају "Wolf Entertainment" и "Universal Television". Директор серије је Ворен Лајт. 500. епизода серије емитована је у овој сезони као шеста епизода, а у њој су се појавили бивши детектив Ник Амаро и бивши капетан ОСЖ-а Дон Крејген. Ово је последња сезона за Џејми Греј Хајдер и Демора Барнса који су напустили серију након друге епизоде. НБЦ је двадесеттрећу сезону серије наручио још 27. фебруара 2020. године.

## Улоге

### Главни
- Мариска Харгитеј као Оливија Бенсон
- Кели Гидиш као Аманда Ролинс
- Ајс Ти као Фин Тутуола
- Питер Сканавино као Доминик Кариси мл.
- Џејми Греј Хајдер као Катриона Тамин (Епизоде 1−2)
- Демор Барнс као Кристијан Гарланд (Епизоде 1−2)
- Октавио Писано као Џо Веласко (Епизоде 7−22)

### Епизодни
- Кристофер Мелони као Елиот Стаблер (Епизоде 1, 3 и 9)
- Ден Флорек као Дон Крејген (Епизода 6)
- Тамара Тјуни као др. Мелинда Ворнер (Епизодa 6)
- Дени Пино као Ник Амаро (Епизода 6)
- Раул Еспарза као ПОТ Рафаел Барба (Епизоде 9 и 22)
- Демор Барнс као Кристијан Гарланд (Епизодa 19)
- Октавио Писано као Џо Веласко (Епизоде 1−2, 4)

## Епизоде
| Бр. у серији | Бр. у сезони | Наслов                                   | Редитељ              | Сценариста                                                                                               | Премијерно емитовање | Прод. код | Гледаоци у САД (милиони) |
| --- | ------------ | ---------------------------------------- | -------------------- | --- | -------------------- | --------- | ------------------------ |
| 495 | 1            | "И царство узвраћа ударац (4. део)"      | Ноберто Барба        | Ворен Лајт, Џули Мартин и Брајан Голубов                                                                 | 23. септембар 2021.  | 2301      | 5.57                     |
| Када је моћни конгресмен искористио своје политичке нагоне за трговину девојкама, Бенсонова и Одељење за специјалне жртве се тркају са временом да би га отерали на доживотну робију, али случај је можда тежи него што су мислили. Бенсонова се суочава са великом надоумицом када је њена оданост Гарланду стављена на испит због лошег случаја Џевона Брауна. У међувремену, детектив Џо Веласко придружује се екипи ОСЖ-а када га је начелник Мекграт доделио на случај. Такође, сумњива саобраћајна несрећа доводи Бенсонин живот у опасност.                |              |                                          |                      | |                      |           |                          |
| 496 | 2            | "Никад им не окрећи леђа (5. део)"       | Ноберто Барба        | Синопсис: Џули Мартин и Ворен Лајт Сценарио: Брајан Голубов                                              | 23. септембар 2021.  | 2302      | 5.57                     |
| Одељење за специјалне жртве суочава се са великим неуспехом када је један од сведока против конгресмена Хауарда нестао. То доводи Фина и Кат на опасан пут који доводи Катин живот у опасност. У међувремену, Ролинсова и Кариси одређују стање своје везе. Кат даје оставку у Одељењу за специјалне жртве пошто ју је несрећа натерала да схвати да промена није вредна да остане, а Бенсонова постаје још више избезумљена када је схватила да и Гарланд такође даје оставку на место заменика начелника након онога што се догодило са случајем Џевона Брауна. |              |                                          |                      | |                      |           |                          |
| 497 | 3            | "Ја сам мислио да си на мојој страни"    | Џон Беринг           | Синопсис: Џули Мартин и Ворен Лајт Сценарио: Брајан Голубов                                              | 30. септембар 2021.  | 2303      | 4.66                     |
| Бенсонова и Ролинсова морају да се боре са ФБИ-јем и Службом за борбу против организованог криминала када је жртва силовања препознала опасног мафијаша као свог нападача. На жалост, Одељење за специјалне жртве схвата да је починилац много више повезан него што су првобитно мислили. |              |                                          |                      | |                      |           |                          |
| 498 | 4            | "Још једна прича о две жртве"            | Мајкл Пресмен        | Синопсис: Денис Хамил и Монет Хрст-Мендоза Сценарио: Денис Хамил и Брајан Голубов                        | 7. октобар 2021.     | 2308      | 3.88                     |
| Бенсонова и Фин се суочавају са одлуком начелника Мекграта док ОСЖ тражи низног силоватеља који напада мајке са малом децом. У међувремену, Веласко није имао топлу добродошлицу у полицијској испостави пошто је екипа открила да је он можда Мекгратов шпијун. |              |                                          |                      | |                      |           |                          |
| 499 | 5            | "Брза времена у Точку"                   | Марта Мичел          | Брајана Јелен и Брендан Фини                                                                             | 14. октобар 2021.    | 2305      | 3.96                     |
| Екипа ОСЖ-а је увучена у средиште света друштвених медија пошто су жртву силовања напала два популарна брата. Када пријатељ жртве није у могућности да да изјаву, он чини све што је у његовој моћи да то исправи. |              |                                          |                      | |                      |           |                          |
| 500 | 6            | "Петстота"                               | Хуан Џ. Кампанела    | Синопсис: Брајана Јелен и Џули Мартин Сценарио: Брајана Јелен и Ворен Лајт                               | 21. октобар 2021.    | 2306      | 3.89                     |
| Детектив Ник Амаро враћа се у Одељење за специјалне жртве после шест година не само да би се поново састао са члановима свог бившег одељења, већ и да би поново отворио случај у којем је Бенсонова била с неким из своје прошлости како би се доказала невиност човека осуђеног за силовање, али можда постоји тајна из његове прошлости која изазива трзавице са Бенсоновом. У међувремену, бивши капетан Доналд Крејген помаже екипи у случају. |              |                                          |                      | |                      |           |                          |
| 501 | 7            | "Већ су нестале"                         | Бетани Руни          | Кwhiteети Доби и Мајкарн Глугли                                                                          | 4. новембар 2021.    | 2307      | 4.42                     |
| Када сексуална радница тинејџерка нестала, Ролинсова и Веласко проналазе кључни траг у гомили извештаја о занемареним несталим особама и откривају да имају посла са низним убицом. |              |                                          |                      | |                      |           |                          |
| 502 | 8            | "Кошмар у дрилу"                         | Мајкл Пресмен        | Синопсис: Денис Хамил и Монет Хрст-Мендоза Сценарио: Денис Хамил и Брајан Голубов                        | 11. новембар 2021.   | 2308      | 3.71                     |
| Кариси тражи од ОСЖ-а помоћ у истрази убиства када један од сведока показао знаке злостављања због чега Бенсонова и ОСЖ истражују. |              |                                          |                      | |                      |           |                          |
| 503 | 9            | "Тужилаштво против Ричарда Витлија"      | Мајкл Смит           | Синопсис: Брендан Фини, Монет Хрст-Мендоза и Кетрин Санчез-Мекфарлејн Сценарио: Џули Мартин и Ворен Лајт | 9. децембар 2021.    | 2309      | 3.49                     |
| Кариси суди Ричарду Витлију за убиство Кети Стаблер. Бенсонова се нашла у сукобу са пријатељем пошто је Барба пристао да преузме случај. |              |                                          |                      | |                      |           |                          |
| 504 | 10           | "Тиха ноћ, ноћ мржње"                    | Ноберто Барба        | Синопсис: Џули Мартин, Кети Доби и Ворен Лајт Сценарио: Ворен Лајт                                       | 6. јануар 2022.      | 2310      | 4.08                     |
| ОСЖ је позван да помогне у истрази таласа злочина из мржње на Бадње вече, помажући Одељењу за злочине из мржње које сада води Деклан Марфи. |              |                                          |                      | |                      |           |                          |
| 505 | 11           | "Вечни пламен беса"                      | Мари Ламберт         | Брајана Јелен и Брендан Фини                                                                             | 13. јануар 2022.     | 2311      | 4.22                     |
| Дечак је нестао након сусрета са онлајн играчем што убрзо води до дубље тајне у вези са његовим ујаком Карлосом Гузманом. Бенсонова сумња да њеног сина Ноу малтретира пубертетлија из комшилука, а он открива своју тајну. |              |                                          |                      | |                      |           |                          |
| 506 | 12           | "Најтежа борба Томија Бејкера"           | Ед Бјанки            | Кендис Санчез-Мекфарлејн и Брајан Голубов                                                                | 20. јануар 2022.     | 2312      | 4.31                     |
| Када се познати борац није појавио на највећем окршају у години, Ролинсова и Веласко су увучени у сложену мрежу тајни које воде до затворене сексуалности мушкарца. Мекграт се поверава Бенсоновој у вези са ћерке у пубертету која пије и понаша се неприкладно. |              |                                          |                      | |                      |           |                          |
| 507 | 13           | "Да сам знала тад оно што знам сад"      | Хуан Џ. Кампанела    | Синопсис: Мајкарн Клули и Џули Мартин Сценарио: Мајкарн Клули и Ворен Лајт                               | 24. фебруар 2022.    | 2313      | 5.10                     |
| Млада жена која је сазнала нешто о својим правим родитељима тражи помоћ од Бенсонове. Кариси и Ролинсова процењују ризике изношења своје везе у јавност. |              |                                          |                      | |                      |           |                          |
| 508 | 14           | "Снимак је убио радио звезду"            | Алекс Закрзуски      | Синопсис: Денис Хамил и Монет Хрст-Мендоза Сценарио: Ворен Лајт и Џули Мартин                            | 3. март 2022.        | 2314      | 4.50                     |
| ОСЖ истражује познатог водитеља радио емисије због силовања и убиства. Ролинсова одлази на тајни задатак. |              |                                          |                      | |                      |           |                          |
| 509 | 15           | "Млада господа која много обећавају"     | Дејвид Гросман       | Синопсис: Кети Доби, Кендис Санчез Макфарлејн и Брајана Јелен Сценарио: Џули Мартин и Ворен Лајт         | 10. март 2022.       | 2315      | 4.51                     |
| Пошто је напустио вечеру на којој Ролинсова упознала његову мајку, Карисија сестричина Мија зове и каже да је њена другарица силована и охрабрује је да то пријави што доводи Бенсонову да истражи тајно друштво факултета које напада студенткиње. |              |                                          |                      | |                      |           |                          |
| 510 | 16           | "Извини ако је било мало непријатно"     | Лесли Хоуп           | Синопсис: Брендан Фини и Мет Клипка Сценарио: Брајан Голубов и Брендан Фини                              | 17. март 2022.       | 2316      | 4.71                     |
| После састанка на којем је упознао жену преко апликације за упознавање, Веласко открива да је она жртва силовања. Касније сазнаје да је њен злостављач, творац апликације неколико година раније силовао још једну жену, иначе жртвину куму, и касније се бори да се избори са злостављањем када је узела ствари у своје руке. У међувремену, Веласково детективско искуство је доведено под знак питања. |              |                                          |                      | |                      |           |                          |
| 511 | 17           | "Било једном у Ел Барију"                | Оскар Рене Лозоја II | Синопсис: Денис Хамил и Монет Хрст-Мендоза Сценарио: Брајан Голубов и Денис Хамил                        | 7. април 2022.       | 2319      | 4.33                     |
| Веласко тражи од Бенсонове помоћ у проналажењу три девојке које су продате из његовог родног града у Њујорк. |              |                                          |                      | |                      |           |                          |
| 512 | 18           | "Камионџија грабљивац"                   | Марта Миочел         | Синопсис: Брајана Јелен и Монет Хрст-Мендоза Сценарио: Кети Доби                                         | 14. април 2022.      | 231       | 4.74                     |
| Ролинсова и Фин истражују напад у Кентакију који има запањујуће сличности са жртвом пронађеном у Централном парку. |              |                                          |                      | |                      |           |                          |
| 513 | 19           | "Замршене нити правде"                   | Џин де Сегонзек      | Синопсис: Ворен Лајт и Џули Мартин Сценарио: Брендан Фини                                                | 28. април 2022.      | 2319      | 4.89                     |
| Гарланд тражи од Бенсонове да поново отвори случај нестале особе на којој је радио као почетник, а жртва у Карисијевом случају је ухапшена. |              |                                          |                      | |                      |           |                          |
| 514 | 20           | "Верујете ли у чуда"                     | Пратиба Пармар       | Синопсис: Мајкарн Клули и Викторија Полак Сценаио: Мајкарн Клули и Кендис Санчез-Мекфарлејн              | 5. мај 2022.         | 2320      | 4.90                     |
| Када је школа пријавила нестанак једне ученице, екипа мора да пронађе породичног пријатеља од поверења да би добила одговоре. |              |                                          |                      | |                      |           |                          |
| 515 | 21           | "Спознај своје грехе да би био слободан" | Ноберто Барба        | Синопсис: Џули Мартин и Кристијан Тајлер Сценарио: Денис Хамил и Ворен Лајт                              | 12. јун 2022.        | 2321      | 4.50                     |
| Када је једини доказ за злочин исповедање, Кариси мора да пронађе други начин да докаже кривицу свог осумњиченог. |              |                                          |                      | |                      |           |                          |
| 516 | 22           | "Последњи позив у кафани Код Форлинија"  | Хуан Џ. Кампанела    | Ворен Лајт и Џули Мартин                                                                                 | 19. мај 2012.        | 2322      | 4.52                     |
| Жртва насиља у породици завршила се за столом оптуженог, а Ролинсова је изненадила Карисија страшним противником. |              |                                          |                      | |                      |           |                          |